# Moët & Chandon

Logo

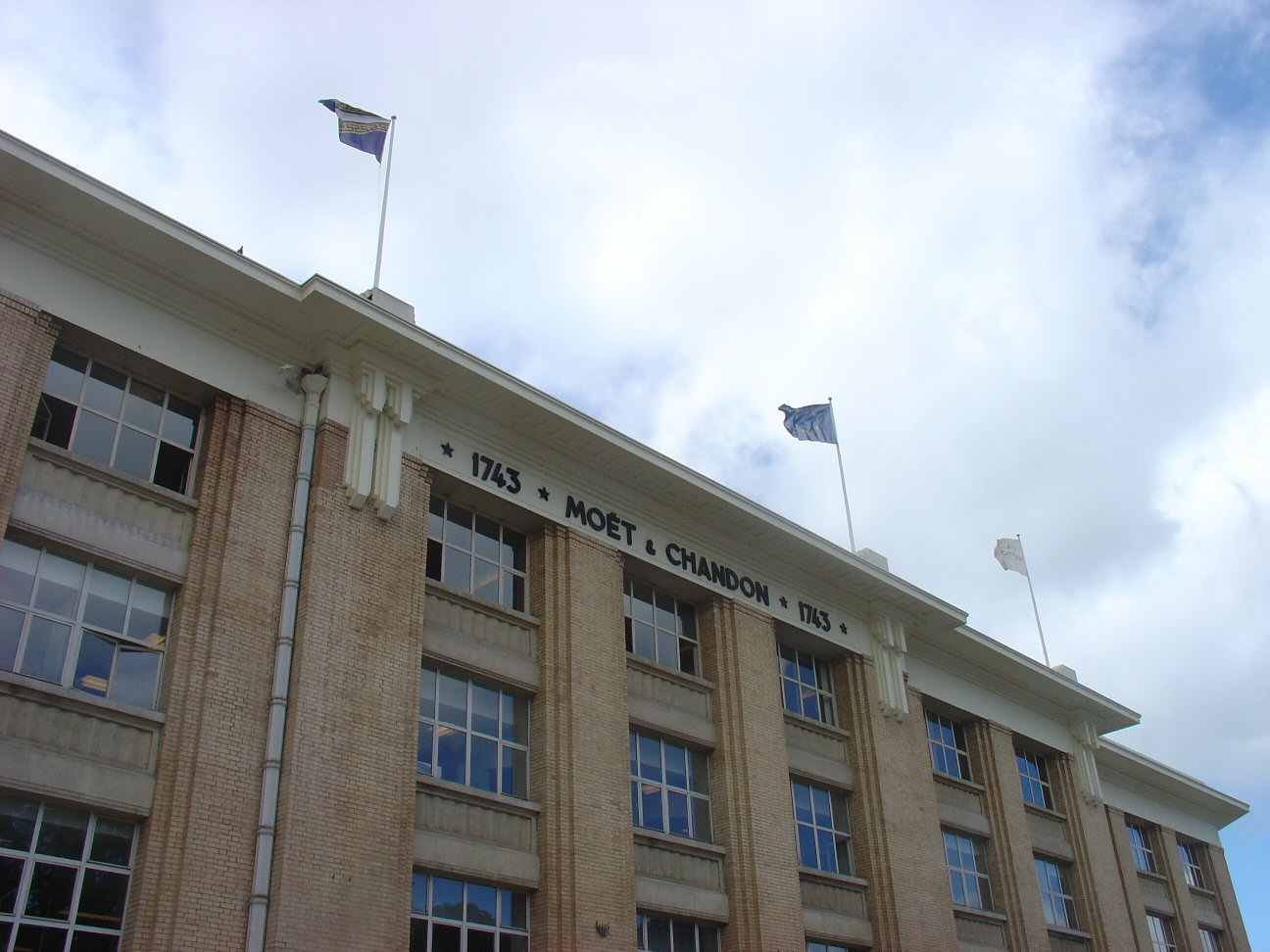
Högkvarter i Epernay, Frankrike

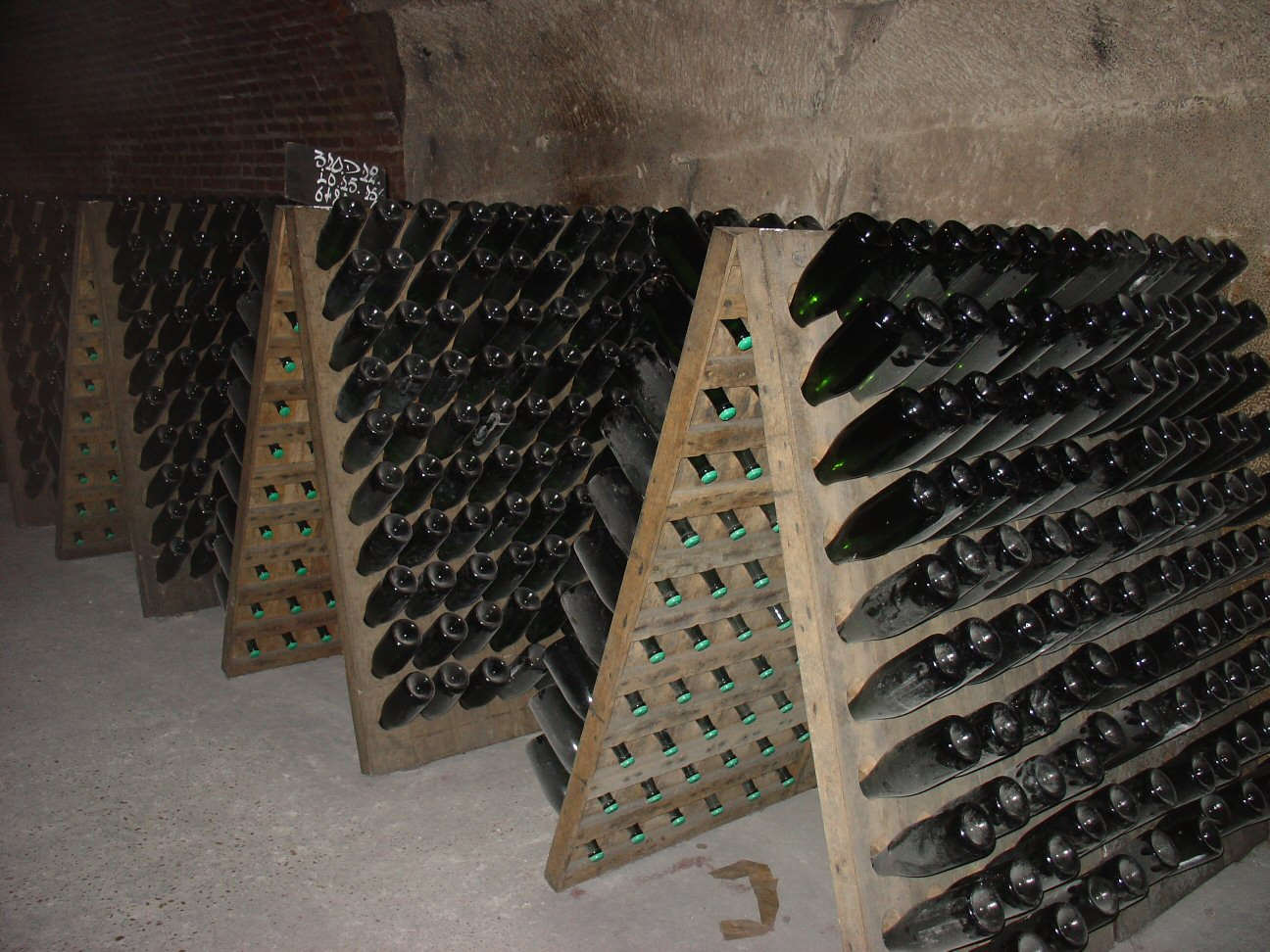
Champagnekällare med Moët & Chandon

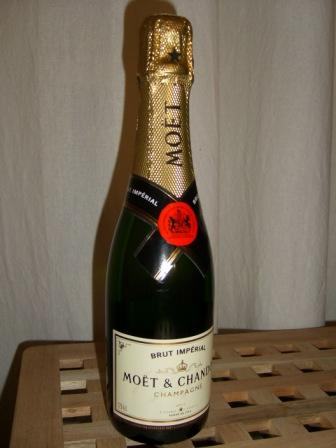
En flaska Moët & Chandon 375 ml

Moët & Chandon franskt uttal: [mo.et e ʃɑ̃.dɔ̃], franskt företag i Marne-dalen som producerar champagne.
Moët & Chandon grundades 1743 av Claude Moët och blev ganska snabbt leverantörer till det franska hovet. Marknaden expanderade snabbt då företaget började exportera till England 1750 följt av Tyskland 1755, Spanien 1761, Ryssland 1762, Amerika 1787, Polen 1790 och  Böhmen 1791. I dag finns företagets champagner i princip hela världen. 
En vanlig missuppfattning är att den korta benämningen "Moët" uttalas "moee'" likt franskan, men det korrekta uttalandet är "Moëtt" med hårt T, detta för att Claude Moët var av nederländsk börd.
Företaget har genom åren levererat champagne till berömdheter som Ludvig XV, Napoleon I och Nikolaj II.
Moët ägs av lyxkonglomeratet LVMH, Louis Vuitton Moët Hennessy

## Champagner från Moët & Chandon
- Brut Impérial, ej årgångsbestämd, torr
- Brut Impérial Rosé, ej årgångsbestämd, torr
- White Star, ej årgångsbestämd, extra torr
- Nectar Impérial, ej årgångsbestämd, halvtorr
- Nectar Impérial Rosé, ej årgångsbestämd, halvtorr
- Vintage, årgångsbestämd, torr
- Vintage Rosé, årgångsbestämd, torr
- Grand Vintage, årgångsbestämd, bästa från decenniet, torr
- Dom Pérignon. Moëts prestigechampagne